# Оборудование подводного вождения танков

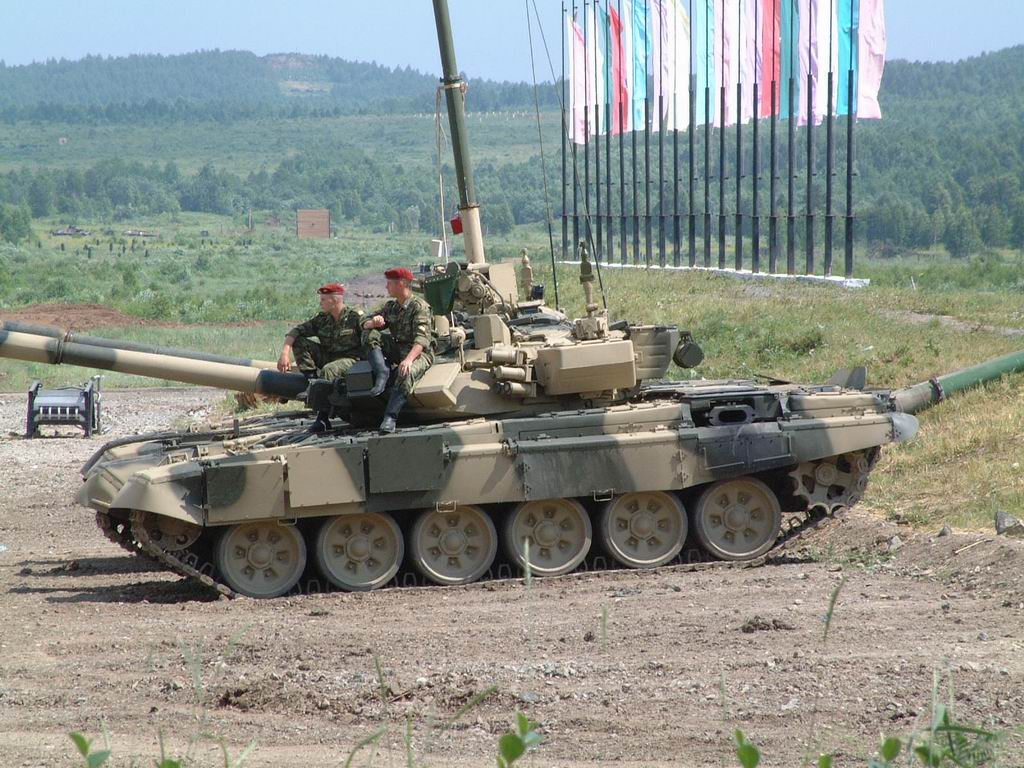
T-90 с ОПВТ

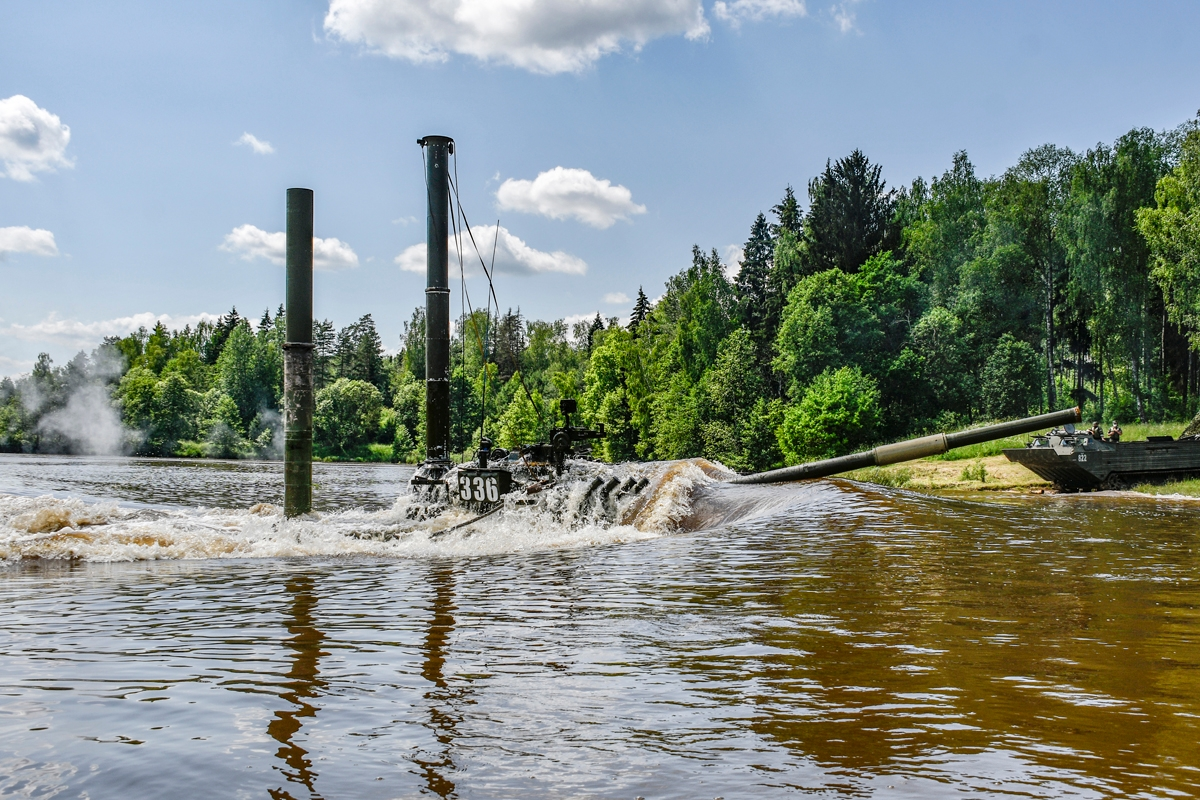
Шноркель на российском танке, форсирующем водную преграду по дну

Оборудование подводного вождения танков (ОПВТ) — комплект устройств, обеспечивающих танку возможность преодоления водных преград по их дну.
ОПВТ подразделяется на съёмную и несъёмную части. Съёмная часть оборудования включает в себя воздухопитающую трубу, различные уплотнения и выпускные клапаны; несъёмная — заслонки воздухоочистителя, уплотнение амбразуры пушки и гирополукомпас, а также предназначенные для монтажа съёмной части детали. Помимо этого, в число оборудования входит откачивающая система, которая может быть как съёмной, так и несъёмной, а также комплект спасательных жилетов и изолирующих противогазов.